# 1650-1659
De jaren 1650-1659 (van de christelijke jaartelling) zijn een decennium in de 17e eeuw.

## Belangrijke gebeurtenissen

### Natuurfenomeen
- 1650 : In Griekenland barst de onderwatervulkaan Kolumbo uit met een kracht van VEI 6, 70 mensen komen om door een gloedwolk en as en puim komt tot in Turkije terecht.

### Oorlogen

#### Frans-Spaanse Oorlog
- 1650 : La Fronde. Kardinaal Mazarin laat generaal Lodewijk II van Bourbon-Condé opsluiten.
- 1651 : Condé komt vrij, Mazarin moet het land ontvluchten. Condé krijgt steun van de Spanjaarden.
- 1652 : Slag bij de faubourg Saint-Antoine. Turenne verslaat Condé. Condé verlaat Parijs en vlucht naar de Spaanse Nederlanden.
- 1653 : Einde van de Fronde, Lodewijk XIV wordt op de troon geplaatst, Mazarin heeft touwtjes terug in handen.
- 1654 : Engels-Spaanse Oorlog. De Engelsen steunen de Fransen.
- 1655 : De Britten veroveren Jamaica.
- 1656 : Beleg van Valencijn. Landvoogd van de Spaanse Nederlanden Juan II van Oostenrijk verslaat Turenne
- 1657 : Verdrag van Parijs. Fransen en Engelsen bundelen hun krachten tegen Spanje.
- 1658 : Slag bij Duinkerke. De Frans-Engelse coalitie verslaat het Spaanse leger.
- 1659 : Vrede van de Pyreneeën. Naast de vele bepalingen huwt Lodewijk XIV met Maria Theresia, dochter van koning Filips IV van Spanje.

#### Eerste Engels-Nederlandse Oorlog

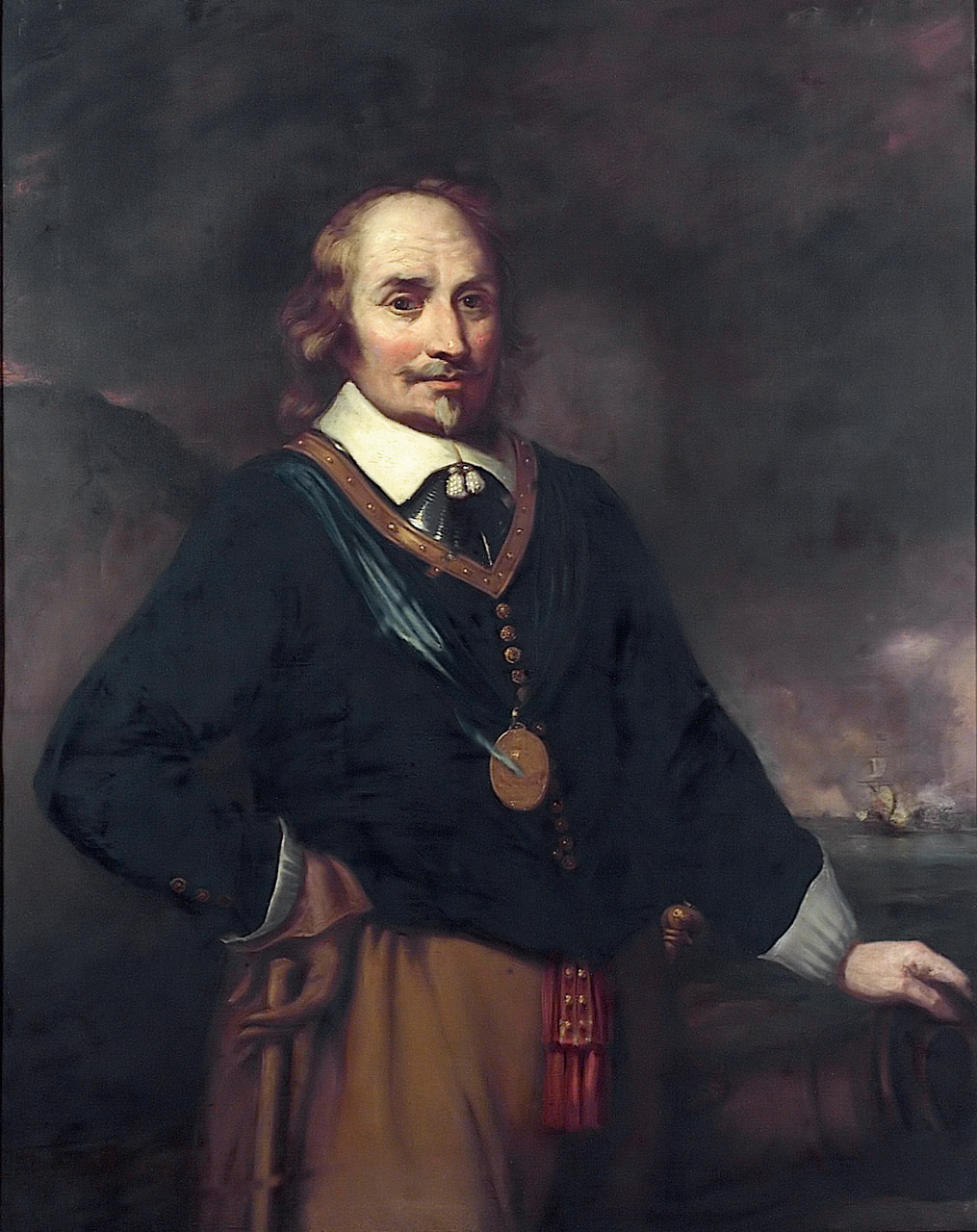
Maarten Harpertszoon Tromp
Schilderij van Jan Lievensz.

- 1651 - augustus - Het Engelse parlement keurt de eerste Scheepvaartwet ("Act of Navigation") goed. Dit moet het handelstij keren. Sinds de Vrede van Münster hebben de Hollanders een groot deel van de handel op Spanje en het Middellandse Zeegebied overgenomen. De Britten beginnen Hollandse schepen lastig te vallen. Dit leidt in 1651 tot de Eerste Engelse Oorlog.
- 1652 - De koopvaardijvloot van de Republiek verliest honderden schepen als gevolg van de oorlog.
- 1652 - 9 december - Een vloot onder Maarten Tromp wint de Slag bij Dungeness.
- 1653 - De Staten-Generaal laten 60 nieuwe oorlogsschepen bouwen van verbeterd model.
- 1653 - De Republiek gebruikt zijn grip op het Oostzee- en Middellandse Zeegebied om de Britten geheel uit deze gebieden te weren. Het verbond met Denemarken maakt het mogelijk de Sont te sluiten.
- 1653 - Admiraal van Galen vernietigt een Engelse vloot die ter versterking van de Britse Levantvloot naar Livorno gestuurd wordt.
- 1653 - Zelfs in de Noordzee beginnen Nederlanders even snel Britse schepen te veroveren als de Britten met hun schepen doen.
- 1653 - November - Oliver Cromwell beseft dat hij niets uit deze oorlog zal winnen en wil vrede zonder verlies of winst. Hij is beducht voor een terugkeer van de Oranjes en -nog meer- hun Stuart-verwanten.
- 1654 - 22 april - De Staten-Generaal keuren het vredesverdrag met Cromwells Gemenebest goed. Het was grotendeels een gelijkspel. Zij weten echter niet dat er in het geheim bedongen is dat Willem III van opvolging uitgesloten zal worden. Johan de Witt en Cromwell waren het daar wel over eens.
- 1654 - 4 mei - De Staten van Holland nemen deze Akte van Seclusie (Uitsluiting) aan, waarin Oranje van het stadhouderschap uitgesloten wordt. Vooral in Friesland is er grote verontwaardiging. De andere gewesten -behalve Zeeland- zijn alle zeer verdeeld.

#### Noordse Oorlog
- 1654 : Koningin Christina I van Zweden bekeert zich tot het katholicisme en moet troonsafstand doen. Zij wordt opgevolgd door haar neef Karel X Gustaaf.
- 1654 : Pools-Russische Oorlog (1654-1667). De Russen steunen de Poolse opstandelingen en veroveren grote delen van Litouwen.
- 1655 : Noordse Oorlog. Zweden kan niet lijdzaam toezien en grijpt in.
- 1656 : Verdrag van Koningsbergen. De Zweden krijgen steun van de Pruisen.
- 1656 - De Republiek stuurt een vloot naar Danzig onder Obdam, om te verhinderen dat de stad in Zweedse handen valt.
- 1657-1658 : Deens-Zweedse Oorlog. Karel X van Zweden neemt Denemarken in storm, sluit de Sont en belegert Kopenhagen. De Nederlandse vloot onder Obdam wordt gestuurd om de Deense bondgenoten te steunen.
- 1658 : Vrede van Roskilde. Zweden wint de oorlog om de Sont, en bereikt de grootste omvang die het ooit zal hebben.
- 1658 : Zweeds-Nederlandse oorlog. Zweden probeert controle te krijgen over de belangrijke handel in de Oostzee. Het streeft ernaar de Oostzee tot een Zweedse binnenzee te maken: men bezit Finland, Estland en Lijfland al en probeert nu door een blokkade van Dantzig Polen klein te krijgen. De Republiek ziet dit als een bedreiging van haar graanhandel en voedselvoorziening, en valt Denemarken Zweden aan.
- 1658 - 8 november - Kapitein Egbert Kortenaer breekt de Zweedse blokkade van de Sont. Viceadmiraal Witte de With sneuvelt.
- 1659 - De Britten sturen een vloot om de Zweden te steunen. Een tweede Nederlandse vloot onder Michiel de Ruyter wordt erachteraan gestuurd om de Denen te versterken. De Denen gaan in de tegenaanval.

### Noordelijke Nederlanden
- 1650 : Op 6 november bezwijkt Willem II aan pokken, Holland ziet geen noodzaak de vacante positie in te vullen. Het begin van het Eerste Stadhouderloos Tijdperk. Groningen en Drenthe besluiten de Friese stadhouder Willem Frederik van Nassau ook tot hun stadhouder te benoemen. Zijn pogingen ook door de andere gewesten aanvaard te worden als regent voor de pasgeboren Willem III van Oranje lopen echter op niets uit. Alleen in Overijssel wordt hij door twee derde van het gewest als zodanig erkend. In 1655 - komen De Witt en Willem Frederik tot een vergelijk. Willem Frederik mag opperbevelhebber van het leger worden, maar hij moet ophouden zich luitenant-stadhouder van Overijssel te noemen. De Staten van Holland hebben intussen in 1654 de Akte van Seclusie aangenomen: daarin wordt bepaald dat Willem III geen stadhouder mag worden.
- 1653 : Johan de Witt wordt raadpensionaris van Holland. Deze benoeming kan alleen geschieden met de nadrukkelijke instemming van Amsterdam, dat onder leiding staat van burgemeester Cornelis de Graeff, de meest succesvolle Amsterdamse burgemeester uit de Gouden Eeuw, van wie De Witt een aangetrouwde neef is. De voorbeeldige samenwerking tussen de twee politici zal een grote factor blijken in het succes van De Witts politiek en de herleving van de economie na de Eerste Engels-Nederlandse Oorlog.
- Sinds 1653 heerst een burgeroorlogachtige toestand in Overijssel.

Hasselt en Steenwijk willen ook een stem in de Staten van overijssel en rebelleren tegen Zwolle, met steun van Deventer.
Hasselt wordt drie dagen gebombardeerd en Deventer stuurt versterkingen. De Witt en Cornelis de Graeff maken in 1657 namens de Staten-Generaal een eind aan de Overijsselse troebelen. De klok wordt teruggedraaid. Hasselt en Steenwijk krijgen geen gelijk.

### Britse Rijk
- 1653 : Oliver Cromwell grijpt de macht en wordt Lord Protector.
- 1653 : Charles Fleetwood, de schoonzoon van Cromwell, maakt een eind aan de Ierse Confederale Oorlogen.
- 1658 : Oliver Cromwell sterft, hij wordt opgevolgd door zijn zoon Richard Cromwell.
- 1659 : Richard Cromwell wordt afgezet door het parlement, het begin van de Restauratie.

### Wereldhandel en kolonies
- 1651-1659 : Grote Ambonse Oorlog of Hoamoalese Oorlog, een grote opstand tegen de VOC. De gouverneur van de Molukken, Arnold de Vlamingh van Oudshoorn, onderdrukt de opstand met harde hand. Hierna heeft de VOC haar monopolie nog steviger in handen. Ambon verliest haar positie als centrum van de kruidnagelhandel.
- 1652 : Nederlandse Kaapkolonie. Kaapstad wordt gesticht door de Nederlander Jan van Riebeeck als verversingsstation voor de Vereenigde Oostindische Compagnie.
- 1654 : De Nederlanders verlaten Nederlands-Brazilië.
- 1656 : Nederlands-Portugese Oorlog. De VOC verovert Ceylon.
- 1657 : Admiraal Jacob van Wassenaer Obdam blokkeert de haven van Lissabon. Zijn tactiek had hij geleerd van Admiraal Robert Blakes "Sailing Instructions" en "Fighting Instructions"
- 1658-1659 : De WIC geeft zijn lucratieve suikerhandel niet op na het verlies van Nederlands-Brazilië. Curaçao wordt een belangrijke draaischijf. Een groep Portugees Joodse kolonisten o.l.v. Joao De Yllan met 12 gezinnen vestigt zich in de Nederlandse kolonie. De WIC verovert Cayenne in Guiana op de Fransen en herbegint de uitbouw van de suikerplantages.

## Wetenschap en techniek
- 1650 - Blaise Pascal bestudeert de hydrodynamica en draagt bij tot de ontwikkeling van de differentiaalrekening.
- 1651 - Christiaan Huygens schrijft als eerste in de geschiedenis natuurkundige formules op. Deze geven de correcte theorie voor impuls behoud bij botsingen, een verbetering van de botsingswetten van Descartes. In 1657 neemt hij een patent op een van zijn belangrijkste uitvindingen: het slingeruurwerk.
- De burgemeester van Maagdenburg Otto von Guericke vindt de elektriseermachine uit (1650) en de vacuümpomp (1657), waarvan hij de werking demonstreert in zijn proef met de Maagdenburger halve bollen.
- De Thüringse jezuiet Athanasius Kircher gebruikt een microscoop om bloed van slachtoffers van de pest te onderzoeken. In zijn Scrutinium Pestis (1658) beschrijft hij de aanwezigheid van "kleine wormpjes" of "animalculen" in het bloed, waardoor hij concludeert dat de ziekte wordt veroorzaakt door micro-organismen. Hij stelt hygiënische maatregelen voor om de verspreiding van de ziekte tegen te gaan, zoals isolatie en quarantaine van zieken, het verbranden van kleren die door slachtoffers zijn gedragen en het dragen van gezichtsmaskers om het inademen van de schadelijke micro-organismen te voorkomen.
- Van de predikant Abraham Rogerius wordt postuum een boek uitgegeven waarin de eerste vertaling van teksten uit het Sanskriet.  De titel: De Open-Deure Tot het Verborgen Heydendom Ofte Waerachtigh vertoogh van het Leven ende Zeden, mitsgaders de Religie ende Godsdienst der Bramines op de Cust Chormandel ende der Landen daar ontrent. Het bestaat uit twee delen en een aanhangsel: het eerste deel beschrijft leven en zeden, het tweede deel geloof en godsdienst der brahmanen, waarop dan volgt een hoofdstuk over het leven van Bhartṛhari en een vertaling van honderd van diens spreuken "over den wegh na den Hemel" (Vairagya-sataka) en honderd spreuken over "den redelijcken ommegangh onder de Menschen" (Niti-sataka). De publicatie is het begin van een traditie van onderzoek naar niet-Europese beschavingsvormen.[3]

## Kunst en cultuur
- 1651 : Francesco Cavalli componeert de opera La Calisto
- 1656 - 20 juli - Rembrandt voltooit "De anatomische les van dr. Jan Deyman", maar wordt failliet verklaard. Zijn kunstverzameling, atelierspullen en huis worden aan de schuldeisers verkocht.

## Belangrijke personen

### Overleden
- 1656 : Koning Johan IV van Portugal sterft, hij wordt opgevolgd door zijn zoon Alfons VI.
- 1657 : Keizer Ferdinand III sterft, hij wordt opgevolgd door zijn zoon Keizer Leopold I.

<< · 1650 · 1651 · 1652 · 1653 · 1654 · 1655 · 1656 · 1657 · 1658 · 1659 · >>
<< · 1600-1609 · 1610-1619 · 1620-1629 · 1630-1639 · 1640-1649 · 1650-1659 · 1660-1669 · 1670-1679 · 1680-1689 · 1690-1699 · >>